# Semirara
Semirara est une île des Philippines située dans l’archipel de Caluya qui est situé au sud de l’île de Mindoro. Elle est sous la juridiction de la ville de Caluya dans la province d'Antique. C’est un site majeur d’extraction de charbon aux Philippines. Les autres activités économiques de l’île comprennent la pêche, la cueillette de coquillages et l’agriculture.

## Géographie
Semirara est une île d’une superficie d’environ 55 kilomètres carrés. L’île possède également, dans sa partie sud-est, un lac d’eau salée, l’ancien site de la mine d’Unong. Un lac d’eau douce existe également au nord de l’île, là où se trouvait la mine de Panian.

## Administration
L’île de Semirara fait partie de la municipalité de Caluya dans la province d’Antique. L’île elle-même se compose de trois barangays de Caluya : Alegria, Semirara et Tinogboc.

## Environnement
Semirara abrite 21 espèces de mangroves, ce qui représente 60 % du total des 35 espèces de mangroves répertoriées aux Philippines. Les déchets issus de l’extraction du charbon à Semirara sont une préoccupation pour les résidents. Les eaux adjacentes à Semirara abritent également toutes les espèces de palourdes géantes répertoriées aux Philippines.
Le laboratoire d’écloserie marine de Semirara a été créé en 2010 par SPMC sur l’île en tant que branche de réhabilitation marine de l’entreprise et pour développer des moyens de subsistance pour les communautés locales.
Un rapport de 1905 a documenté que l’île était alors boisée, et il a été estimé que près de la moitié des arbres étaient une espèce de Molave décrite comme « un bois merveilleusement dur », et « rare le long des côtes de l’archipel ». On a noté que cette source importante et facilement accessible de bois était peut-être d’une importance considérable. Le rapport a également documenté une profusion de raisins sauvages sur l’île, les décrivant comme comestibles et de taille similaire au raisin Concord, et notant qu’une grande quantité de graines serait apportée dans une réserve forestière à des fins d’expérimentation visant à produire une variété cultivable.

## Économie

### Extraction du charbon
L’île a été déclarée réserve minière par le président Manuel L. Quezon en 1940 par la proclamation n°649. La Semirara Mining and Power Corporation (SMPC) a ouvert en 1984 à Unong sa première mine de charbon sur l’île, qui a fonctionné jusqu’en 2000. La végétation et le lac de la région ont été restaurés des années plus tard. La société a ensuite ouvert plusieurs autres mines, dont la fosse Panian, qui a fonctionné jusqu’en octobre 2016, peu après l’épuisement de ses gisements de charbon. SPMC a également ouvert la fosse Narra et la fosse Molave sur l’île de Semirara, qui ont toutes deux commencé leurs activités commerciales la même année,.
En janvier 2020, il y avait deux mines de charbon actives exploitées par la Semirara Mining and Power Corporation : la fosse Narra et la fosse Molave, qui ont toutes deux une superficie de 400 hectares (990 acres) chacune. Le charbon de Semirara est caractérisé comme du charbon sous-bitumineux C à forte teneur en humidité selon l’ASTM.

## Transports
Semirara dispose d’une piste d'atterrissage qui reçoit des vols charter au départ de Manille. L’île est également accessible par bateau, depuis la ville de San Jose dans la province voisine de Mindoro occidental. Les tricycles motorisés constituent également un moyen de transport terrestre à l’intérieur de l’île.